# Плевен (Канзас)
Плевен (енгл. Plevna) град је у америчкој савезној држави Канзас.

## Демографија
По попису из 2010. године број становника је 98, што је 1 (-1,0%) становника мање него 2000. године.
| Група             | 2000.      | 2010.      |
| Белци             | 96 (97,0%) | 90 (91,8%) |
| Афроамериканци    | 0 (0,0%)   | 0 (0,0%)   |
| Азијати           | 0 (0,0%)   | 0 (0,0%)   |
| Хиспаноамериканци | 0 (0,0%)   | 6 (6,1%)   |
| Укупно            | 99         | 98         |